# Paul Alexander Bartlett
Paul Alexander Bartlett (ur. 13 lipca 1909 w Moberly, zm. 19 kwietnia 1990 w San Diego) – amerykański artysta plastyk, malarz, fotografik, prozaik i poeta.

## Życiorys
Urodził się 13 lipca 1909 w miejscowości Moberly w stanie Missouri. Jego rodzicami byli wielebny Robert Alexander Bartlett i jego żona, Minnie Lou Dobson. Ukończył Oberlin College (1931). Studiował też na Uniwersytecie Arizony, Academia de San Carlos w Meksyku i w Escuela de Belles Artes w Guadalajarze. W 1943 poślubił poetkę i artystkę Elizabeth Robertę Winters. Miał z nią jednego syna, Stevena. Zmarł 19 kwietnia 1990 wkrótce po wypadku samochodowym.

## Twórczość
Dziełem życia Paula Alexandra Bartletta była monografia The Haciendas of Mexico: An Artist’s Record, w której przedstawił tradycyjne meksykańskie hacjendy, czyli wielkie posiadłości ziemskie z rezydencją właściciela. Publikacja zawierała zdjęcia, rysunki i tekst. Pracował nad nią w latach 1943–1985. Wydał też książki Christ’s Journal, Forward, Children!, Sappho’s Journal, Voices From the Past: A Quintet: Sappho’s Journal, Christ’s Journal; Leonardo da Vinci’s Journal; Shakespeare’s Journal; Lincoln’s Journal i When the Owl Cries.